# Claude François Lazowski
Claude François Lazowski (polsky Klaudiusz Franciszek Łazowski, 6. února 1752 v Lunéville v Lotrinském vévodství – 23. dubna 1793 v Issy-les-Moulineaux) byl francouzský státní úředník a politik polského původu.

## Životopis
Pocházel z polské rodiny drobné venkovské šlechty.
Děd Clauda Françoise následoval polského krále Stanislava I. do exilu, kde se v roce 1737 stal vévodou lotrinským. Byl zodpovědný za kuchyň dvora v Lunéville a nosil titul „úředník královských úst“ (Stanislav, tchán Ludvíka XV. si ponechal titul „polský král“).
Tento malý úřad přešel v roce 1748 na jeho syna, Jeana-Baptistu Lazowského (1714–1804), který se poté stal vedoucím královské kanceláře (1751) a poté kontrolorem kanceláří Jeho polského Veličenstva (1768). V roce 1746 se Jean-Baptiste oženil s Catherine Grandidierovou z Lotrinska, známou jako Le Brun, se kterou měl šestnáct dětí (deset synů a šest dcer, mezi lety 1748 a 1768).
Claude-François byl jejich třetí dítě. Narodil se jako poddaný vévody Lotrinského a stal se Francouzem po smrti Stanislava Leszczynského v roce 1766, kdy bylo vévodství začleněno do Francouzského království.
Po studiích byl zařazen do jezdeckého pluku a po hádce s důstojníkem byl zatčen a zřejmě odsouzen k smrti. Podařilo se mu z této situace uniknout díky svému bratrovi Maximiliánovi. Ten mu v roce 1782 s podporou vévody La Rochefoucauld-Liancourt zajistil místo generálního inspektora obchodu a manufaktur krále v Elbeufu (1782). To byl začátek kariéry, která ho dovedla z místa inspektora manufaktur a obchodu v Soissons na místo putujícího inspektora manufaktur a obchodu se sídlem v Paříži, což byla pozice, kterou pro něj Calonne v roce 1784 výslovně vytvořil.
V té době byl dosazen na rue Mouffetard na předměstí Saint-Marcel a navzdory svému ročnímu platu 8000 liber zaujal vedoucí postavení v revolučním hnutí ve své sekci, když byla jeho funkce 27. září 1791 zrušena.
V roce 1792 nahradil Charlese Alexise Alexandra ve funkci velitele střelců v sekci Gobelins.
Dne 16. června 1792 předložil Claude François Lazowski Generální radě obce spolu s dalšími devíti občany a jménem předměstí Saint-Antoine a Saint-Marcel návrh petice adresovaný Národnímu shromáždění a králi. Generální rada návrh zamítla.
Jako organizátor dne 20. června 1792 sehrál významnou roli v čele svých dělostřelců na Place du Carrousel.
Od 26. července 1792 se v kabaretu Soleil d'Or s Alexandrem, Santerrem, Westermannem a Fournierem l'Américain účastnil několika schůzí povstaleckého direktoriátu, který připravoval útok na Tuilerijský palác. Toho dne velel dělostřelectvu pod palácem.
Dne 5. srpna 1792 upravil svlůj několik let trvající vztah sňatkem s Marií-Jeanne-Sophie-Adélaïde Audry, dcerou řemeslníka, v kostele Saint-Marcel. Dcera Caroline-Luce se jim narodila 27. listopadu 1789.
Jako člen pařížské komuny byl v září spolu s Fournierem pověřen doprovodem vězňů z Orléans do Paříže. Ti však byli ve Versailles zmasakrováni lidmi. Jeho odpůrci ho obvinili ze spolčení s výtržníky, ale nebylo možné prokázat jeho odpovědnost v této záležitosti.
Jako Montagnard, člen jakobínského klubu, se aktivně účastnil boje proti girondistům. Vergniaud ho napadl a Fourniera a Desfieuxe označil za zodpovědné za nepokoje z 9. a 10. března 1793 a zničení girondinských tiskařských lisů. Obhajovala ho sekce Finistère, jejímž se stal členem Revolučního výboru, ale Konvent ho osvobodil.
Zemřel na nemoc v domě, který si právě koupil v Issy. Protože okolnosti jeho smrti byly považovány za nejasné, volební shromáždění, ke kterému Lazowski patřil, požádalo několik svých lékařských členů o ověření příčin smrti. Po pitvě lékaři a chirurgové dospěli k závěru, že se jednalo o „zánětlivé překrvení, jehož hlavní místo se nacházelo v prekordiálních partiích“. Smrt muže považovaného za hrdinu vyvolala velké rozrušení a šířily se zvěsti o otravě. Madame Rolandová a po ní i celá royalistická historiografie tvrdily, že jeho smrt byla způsobena jeho nevhodným životním stylem, zejména zneužíváním alkoholu.
Konvent odhlasoval veřejný pohřeb. Organizace obřadu byla svěřena malíři Davidovi. Konal se 28. dubna. Robespierre, který si ho vážil, pronesl pohřební řeč. Obhajoval Robespierra už v Konventu, když ho napadl Vergniaud. Dále, krátce před svou smrtí, založil Lazowski s Mauricem Duplayem, Robespierrovým pronajímatelem, společnost na koupi tiskárny nacházející se na rue Saint-Honoré. Pařížská komuna oficiálně adoptovala dceru zesnulého. Zemřela svobodná v Paříži 25. července 1849.